# Olympia Reitstadion Riem
Fondato nel 1939, durante il regime nazista, il velodromo Olympia Reitstadion, è localizzato alla periferia di Monaco di Baviera nel sobborgo di Riem. Tra il 1970 e il 1972 venne ristrutturato in occasione dei Giochi olimpici tenuti a Monaco di Baviera nel 1972. Sino agli anni 90, il velodromo venne usato per l'esposizione Spirito Olimpico, chiuso dopo pochi mesi per mancanza di redditività. Dopo lunghe trattative tra Stato e associazioni equestri, nel 2000 ha portato alla creazione dell'associazione impianti olimpici equestri GmbH, partito ufficialmente nel gennaio 2001. Dopo il completamento dei nuovi edifici nel mese di ottobre 2003, venne creato un moderno centro per il turismo equestre e l'allevamento di cavalli. Inoltre, il sito di 27 acri, comprende strutture per riunioni e eventi all'aperto, tipo concerti e mostre di ogni genere.
Il sito offre otto scuole all'aperto in diversi formati e con superfici diverse, che vanno dal dressage alla monta western.

## Informazioni
Il terreno è di un totale di 27 acri.
- Sci di corso con ostacoli Completo
- pista off-road
- circuito Racing con più di 550 metri
- oltre 6000 metri quadrati di parco ad ostacoli
- grande stadio dressage equestre
- parcheggio per circa 450 auto

I dati dell'arena olimpica coperta:
- 78 x 30 metri
- Stand con 840 posti a sedere
- completamente riscaldato
- maneggio: 840 posti a sedere
- 70 box cavalli all'interno dello stadio possono essere noleggiate